# 拝、ボーズ!!
『拝、ボーズ!!』（はい- ）は、エフエムくらしきで放送されているラジオ番組である。

## 概要
お坊さんによるバラエティ法話番組である。放送内容は、ポッドキャスト形式で配信されている。2011年4月からはミュージックバードのCOMMUNITY（コミュニティ放送向けチャンネル）で配信が開始され、他のコミュニティ放送局でも放送を開始した。全国向けの番組は、最初に番組と後続の番組の「きくへんろ。」の説明がある。また、CM部分はフィラー音楽に、スポンサー案内の部分は、エフエムくらしきの放送日のアナウンスに差し替えられている。
テーマソングには『とんちんかんちん一休さん』が使用されている。

## 特徴
- 毎回テーマを設定し、仏事に関する話題や、日々の出来事と法話を織りまぜた話題を進行していく。
- 法話番組としてはソフトな方向で作られており、わかりやすい解説を多く交えて構成されている。
- 2003年、放送批評懇談会主催のギャラクシー賞を受賞（第40回・ラジオ部門優秀賞）[1]。

## 出演者
パーソナリティ
- 桂米裕
落語家、岡山県矢掛町・圀勝寺住職。落語説法、坊主漫談、講演会などの活動も行なっている。高野山真言宗本山布教師。
- 天野こうゆう
岡山県倉敷市高蔵寺住職。ラジオパーソナリティ、ニュースコメンテーター、コラムニスト、画家、執筆家。
個展や講演会に加え、フォークシンガー・小林啓子との音楽と法話のコラボレーション『うたかたり』公演も行なっている。高野山真言宗本山布教師。
- いのうえエヴァ子
番組アシスタント。名前は、スポンサーである岡山県の葬祭式場「いのうえエヴァホール」に由来する。
いのうえエヴァホールの女性スタッフ、フリーアナウンサーらが、代々名前を受け継いで担当している[2]。

## 放送時間
- エフエムくらしき：毎週金曜日11:30 - 12:00 ／ 毎週火曜日19:00 - 19:30（再放送）
- ミュージックバードの番組を放送している一部コミュニティ放送局：毎週火曜日25:00 - 25:30
岡山県内では、Radio momoとエフエムゆめウェーブで聴取可能。
放送翌日以降にポッドキャスト配信する。

## おまけ編
収録後の「おまけ編」がポッドキャスト形式で配信されている。
内容は、本編で話しきれなかった話の続き、収録後の反省、番組裏話や修行時代の思い出話など多岐に渡るが、
憚られる発言については、頻繁に自主規制音がかぶせられる。
また、ディレクター発言は、犬の鳴き声の効果音に差し替えられている。